# Ruttersdorf-Lotschen
Ruttersdorf-Lotschen là một đô thị thuộc huyện Saale-Holzland, trong bang Thüringen, Đức. Đô thị Ruttersdorf-Lotschen có diện tích 8,5 km².